# Wüllen

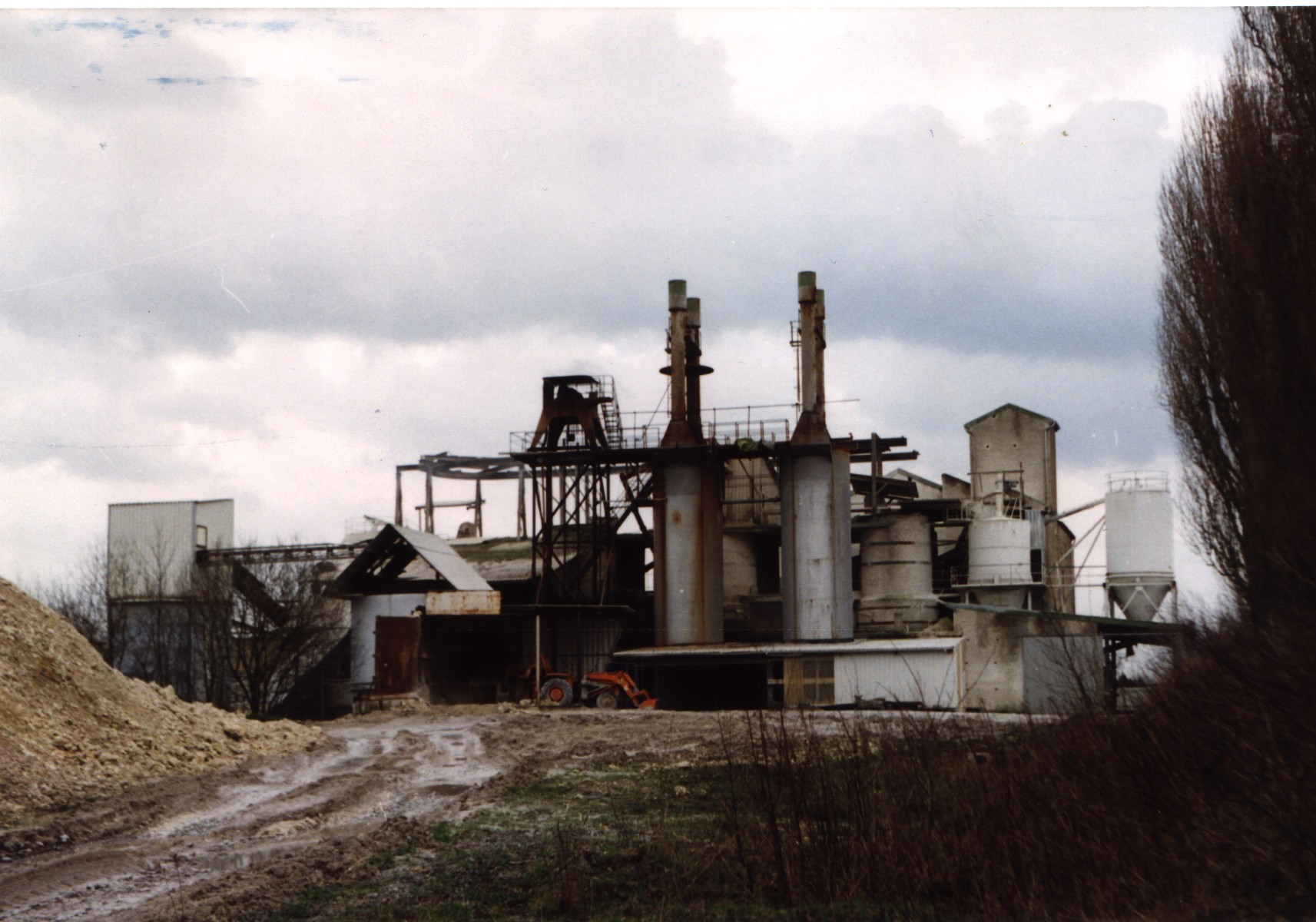
Kalkwerk Hollekamp in Wüllen; hier wurde vom Ende des 19. Jahrhunderts bis ca. 1995 Kalk gefördert und gebrannt

Wüllen, früher auch Wullen, ist seit der Eingemeindung am 1. Juli 1969 ein Ortsteil der Stadt Ahaus. Neben dem Dorf gehören die Bauerschaften Barle, Oberortwick, Quantwick, Sabstätte und Unterortwick zum Dorfgebiet. Die erste urkundliche Erwähnung von Wüllen stammt aus dem Jahr 1188. Wüllen war vermutlich oft in Verwaltungseinheit mit Ahaus verbunden, jedoch wurde es immer wieder selbständig. Es besteht eine Partnerschaft mit dem französischen Argentré-du-Plessis.

## Sehenswertes

### Kirche St. Andreas
Die Kirche St. Andreas in Wüllen geht auf einen karolingischen Bau aus dem 9. Jahrhundert zurück und verfügt über einen Wehrturm aus dem 12. Jahrhundert. Die heutige zweischiffige Hallenkirche wurde 1473 errichtet. Sie beherbergt eine Glocke des mittelalterlichen Glockengießers Gerhard van Wou und moderne Kirchenfenster des Glasbildners Johannes Schreiter. Die Kirchengemeinde unterhält seit den 1980er Jahren eine Partnerschaft zur Kirchengemeinde St. Josef in Katowice, Polen.

### Quantwicker Mühle
Die im Jahre 1835 errichtete „Quantwicker Mühle“ zeigt die bekannte holländische Bauart der Achteckmühlen, ihr achteckige Unterbau steht fest und nur die Kappe einschließlich Achse, dem großen Kammrad und dem Flügelkranz wurde auf einem Rollkranz und mit Hilfe des Drehwerks jeweils in den Wind gedreht. Seitdem sie nicht mehr in Betrieb ist, wird sie für die Ausstellung einer kleinen privaten Kunstausstellung verwendet, die jedoch nicht regelmäßig stattfindet.

### Steenerne Crüce
Das „Steenerne Crüce“ erinnert an eine Gerichtsstätte, an der im 12. Jahrhundert bis zu ihrer Auflösung im Jahre 1811 Recht gesprochen wurde. Eine Nachbildung des Kreuzes wurde 1909 am alten Handelsweg, der vom Ruhrgebiet über Wüllen und Wessum bis nach Holland führte, errichtet. Das ursprüngliche Kreuz blieb bis zum Ansatz des Querbalkens erhalten und befindet sich heute im LWL-Landesmuseum für Kunst und Kulturgeschichte in Münster.

### Spieker Laink-Vissing
Der als Speicher für landwirtschaftliche Produkte gedachte und genutzte „Spieker Laink-Vissing“ wurde im Jahre 1732 errichtet. Inzwischen wieder aufgebaut und renoviert, dient er nunmehr als Begegnungsstätte.

## Sport
Der größte Sportverein in Wüllen ist der „Turn- und Sportverein Wüllen 1920 e. V.“ (TuS Wüllen) mit den Abteilungen Fußball, Turnen, Badminton, Tennis und Gymnastik.

## Feste
Das wohl größte weltliche Fest in Wüllen ist der Karneval, an dem sich Wüllen in „Klein-Köln“ verwandelt. Seit dem Jahre 2000 wird dieses Fest in einem 1200 m² großen Festzelt gefeiert. Abschluss der Fünften Jahreszeit ist der Rosenmontagsumzug. Närrinnen und Narren begrüßen sich in „Klein-Köln“ mit „Helau“.
Des Weiteren gibt es einmal im Jahr im Oktober das mittlerweile traditionelle Oktoberfest in Wüllen.
Im Jahr 2008 wurde das Oktoberfest ausgesetzt.
Außerdem finden jedes Jahr entweder das Schützenfest oder die Dorfmeisterschaften statt.

## Vereine
- Musikverein Wüllen 1911 e. V.
- Heimatverein Wüllen e. V.
- Karnevalsverein „Klein-Köln“ Wüllen 1850 e. V.
- Kolpingsfamilie Wüllen
- Freiwillige Feuerwehr Ahaus – Löschzug Wüllen – 1911
- St. Andreas Messdiener
- Sportverein TuS Wüllen 1920 e. V.
- Katholische Landjugendbewegung (KLJB) Wüllen
- Bürgerschützenverein St. Andreas Wüllen 1686 e. V.
- Wählergemeinschaft „Wüllen unser Dorf“ e. V.
- Schützenverein Barle-Unterortwick 1884 e. V.

## Persönlichkeiten
- Stefan Thesker (* 1991 in Ahaus), Fußballspieler (in Wüllen aufgewachsen)[3]
- Rei Gesing (* 1973 in Ahaus-Wüllen als Reinhard Gesing), Schriftsteller[4]